# Manzo
manzo（まんぞう、1971年6月16日 - ）は、日本のミュージシャン、作詞家、作曲家、編曲家。
東京都新宿区出身。他に萬Z（量産型）（まんズィーかっこりょうさんがた）、Zman（ゼットマン）、本名の坂下 正俊（さかした まさとし）などの名義でも活動している。manzo名義ではティー・オー・ピー所属、本名名義ではケイ・エス・ピー所属。萬Z（量産型）名義は社歌、キャンペーンソングで使用している。

## 来歴
東京都立新宿高等学校（1990年）、帝京大学文学部（1995年）卒業。1994年より本名名義で作曲・編曲家として活動していた。1995年、原田知世主演の映画『あした』の主題歌「あした」の作曲で注目される。
仕事が少なかった2001年ごろに、登録社員として神奈川県横浜市にある解体業者の日本ブレイク工業に勤務する。コミックバンド仲間でもあった同社の課長からの依頼を受け、同社の社歌を作詞・作曲したところ、2003年になってタモリ倶楽部で紹介され、注目されるようになった。
現在は音楽活動に専念しており、萬Zあるいはmanzoの名でCDをリリースする一方、桃井はるこ他の作品の作曲・編曲、各種アニメの劇伴などで活躍、また本名名義でもアーティストへの楽曲提供を行っている。

## 人物
- 音楽活動を始めたのは、manzoが3歳になっても言葉を覚えようとしないことを重く見た父が、情操教育のためとギターを教えたことがきっかけである。10歳から作曲を始めている。
- 大学在学中はジャズ研に在籍していた。好きなアーティストはジャコ・パストリアス。
- manzoの名前の由来は、大学在学中に組んでいたバンドのリーダーにある日突然「お前は今日から萬造だ。」と言われたことから。何故、萬造なのかと尋ねたところ「顔が萬造だから」と告げられるが、その後あっという間に仲間内に広まり、表記を変えながら現在までこの名前を使い続けるに至る。（出典：本人のニコニコ生放送、ラジオ出演時など多数）
- 実母が三鳩ひとみの名で歌手活動をしていた。代表曲は『私がリルの妹よ』、『旅の目なし鳥』、等[5]
- 2009年3月に結婚。天体戦士サンレッドFIGHT.48（2期 22話）の実写EDには妻と一緒に出演している。マネージャーを務めるが、2023年11月20日早朝に逝去した[6]。
- 2009年12月12日、ティー・オー・ピーへの移籍が、旧所属会社であるリアランドの公式サイト上で発表された[7]。
- manzo名義で活動する際は、長らく本名を公開していなかったが、2013年10月26日開催の「萬公演 vol.2｣にて本名が坂下正俊であること、同時に、1994年より本名名義で作家活動をしていたことを公表した[8]。

## 作品

### シングル
萬Z（量産型）名義
1. 日本ブレイク工業 社歌
2003年12月17日発売。株式会社日本ブレイク工業の社歌。当初は顧客向けCD-ROMなどで配布されていたが、テレビ朝日系列の番組『タモリ倶楽部』の一コーナー『輝け!日本キャンペーンソング大賞』で2003年10月24日に紹介され、グランプリを受賞すると一気にインターネット上で人気が爆発。問い合わせが殺到して業務に支障が出るほど（同社栗田専務）となり、CDを緊急発売。DVDも発売した。なお、ライブバージョンが桃井はるこのライブDVD（2005年「ワンダーモモーイ」ツアーでゲスト出演）に収録された。
カップリング曲『希望の丘陵』は、1日の作業を終え残骸の上で一息つく様を描いたバラード調の曲。
2. 炎のエビフライ -キング オブ バイキング-
2004年5月27日発売。 八景島シーパラダイスにかつて存在したレストラン「ローズベイハウス」の店歌。
1つ目のカップリング曲の『勇み足ブルース 〜栗田祥吾に捧ぐ〜』は社歌ブームに乗ってふりかけを販売するも売り上げがふるわない栗田商店の店歌である。
2つ目のカップリング曲の『Labyrinth』は、ホストクラブ「メシア」の店歌である。
3. 霊峰マウンテン
2005年4月27日発売。名古屋市昭和区にある重食レストラン「喫茶マウンテン」の店歌。
1つ目のカップリング曲は『翔べ!ウサライダー』で、こちらは個人商店のキャラクター『ウサライダー』のテーマソングである。『ウサライダー』は2005年にWEBアニメシリーズ化。
2つ目のカップリング曲の『今夜もサバイバル』はサバイバルゲームチーム「アーセナル」のテーマソングである。
3つ目のカップリング曲の『21st Century Motorway Star』はポルシェのインターネットコミュニティ『Progress』のテーマソングである。

manzo名義
1. 45回転
2004年6月24日発売。忙しすぎる日常を、分速45回転で回転するレコードのターンテーブルになぞらえた歌。なお、カップリングの『星のうた』とも1995年には既にできあがっており、『ブレイク祭り』発売後約1ヶ月間に新星堂で『炎のエビフライ』および『ブレイク祭り』と合計3枚を購入することで入手できた特典CDに当時のバージョンが収録されている。
2. マイペース大王
2004年10月27日発売。テレビアニメ『げんしけん』（第一期）主題歌。ランティスより発売。この曲もライブバージョンが桃井はるこライブDVDに収録された。
3. 本当の幸せ
2005年1月25日発売。『45回転』から数えて2枚目のシングル。RealandのオリジナルWEBアニメ「ウサライダー」の第3話で使用される。カップリング曲の『二人の道』は初々しい二人を歌った歌。
4. Walkin' in the rain
2006年8月20日発売。 3枚目のシングル。ロックナンバー。カップリング曲の『夏の陽』は以前よりライブで唄われていた。珍しい女性詞。
5. 青春として
2006年12月21日発売。OVA『げんしけん』（DVDオリジナル）主題歌。ランティスより発売。カップリング曲の『遠くへ もっと遠くへ・・・』は以前よりライブで唄われていた。
6. 溝ノ口太陽族
2008年11月19日発売。テレビアニメ『天体戦士サンレッド』主題歌。JVCエンタテインメントより発売。番組オープニング版は正統派ヒーローソング風だが、CD版は主人公サンレッドが恋人のかよ子に捧げるラブソングの要素も入った歌詞になっている。カップリング曲は『天体戦士サンレッドのテーマ』（「manzoと屋根裏キッズ」名義）。
7. 続・溝ノ口太陽族
2009年11月25日発売。テレビアニメ『天体戦士サンレッド(2期)』主題歌。JVCエンタテインメントより発売。カップリング曲は『二ヶ領用水』

### アルバム
萬Z（量産型）名義
1. ブレイク祭り
2004年8月26日発売。一般ネットユーザーが応募した、「社歌」と「希望の丘陵」をベースとしたリミックス作品を収録したコンピレーションアルバム。
2. フルスロットル 〜TO THE TOP〜
2006年3月27日発売。MotoGPライダー関口太郎選手応援CD。2ちゃんねるバイク板の関口選手応援スレ発祥の楽曲「フルスロットル」（作詞：naos 作曲：1-456）がメイン。他の同スレ発祥楽曲（作曲：若林友一、naos）もmanzoプロデュースで収録。なお、売り上げの一部は関口太郎選手のスポンサー料となる。
3. 萬Z。Best
2007年7月25日発売。萬Z名義・manzo名義の主要曲の新録、新曲、およびCD未収録曲を集めたベストアルバム。ジャケットイラストを手がけたのは漫画家の榎本俊二。スターチャイルドより発売[9]。

manzo名義
1. 大役萬
2010年8月11日発売。manzo名義単独では初のアルバムとなる。楽曲のほかに声優の髙木俊、岩田光央、山口理恵らをゲストに迎えたミニコントも収録。FlyingDogレーベルより発売[10]。

### その他CD
Zman名義
1. すくみず2 〜泳・げ・な・い〜 ボーカルミニアルバム
3トラック目の『ブルコンワールド（店頭用）』（作詞・作曲・編曲・歌：Zman）を担当。ランティスより発売。

manzo名義
1. 音の秘宝館
2015年のワンマンライブ会場で販売されたミニアルバム。2004年リリースのシングル「45回転」、及びカップリング曲「ほしのうた」のプロトタイプバージョン、未発表曲の「タイミングの悪いラブレター」を収録。

### 映像作品
萬Z（量産型）名義
1. 日本ブレイク工業 社歌
2004年3月3日発売。日本ブレイク工業 社歌のDVD版である。ポニーキャニオンより発売。
2. 勇み足ブルース
2005年2月発売。 炎のエビフライ -キング・オブ・バイキング-のPVや投稿Flashも収録。リアランドよりインターネット限定発売。

## 主な提供楽曲

### 映画
- 『秘密結社鷹の爪 THE MOVIE 〜総統は二度死ぬ〜』(2007年)
- 『秘密結社鷹の爪 THE MOVIE2 〜私を愛した黒烏龍茶〜』(2008年)
- 『劇場版 ピューと吹く!ジャガー ～いま、吹きにゆきます～』(2009年)
- 『秘密結社鷹の爪 THE MOVIE3 〜http://鷹の爪.jpは永遠に〜』(2010年)
- 『秘密結社鷹の爪 THE MOVIE4 〜カスペルスキーを持つ男〜』(2010年)
- 『ハイブリッド刑事』(2011年)
- 『秘密結社鷹の爪 鷹の爪GO 〜美しきエリエール消臭プラス〜』(2013年)
- 『秘密結社鷹の爪 鷹の爪シックス 〜島根は奴らだ〜』(2013年)
- 『鷹の爪7 ～女王陛下のジョブーブ～』(2014年)
- 『天才バカヴォン〜蘇るフランダースの犬〜』(2015年)

### 舞台
- 早乙女太一公演
  - 『龍と牡丹』(2011年)
  - 『新説・天一坊騒動』(2011年)
- 舞台『弱虫ペダル』
  - 舞台『弱虫ペダル』(2012年)
  - 箱根学園篇〜眠れる直線鬼〜(2013年)
  - インターハイ篇 The First Result(2013年)
  - インターハイ篇 The Second Order(2014年)
  - 箱根学園篇～野獣覚醒～(2014年)
  - インターハイ篇 The WINNER(2015年)
  - IRREGULAR〜2つの頂上〜(2015年)
  - 〜総北新世代、始動〜(2016年)
  - ～箱根学園新世代、始動～(2016年)
  - 新インターハイ篇～スタートライン～(2017年)
- 舞台『刀剣乱舞』※テルジヨシザワとの共同担当
  - 虚伝 燃ゆる本能寺 (2016年)
  - 義伝 暁の独眼竜 (2017年)
  - ジョ伝 三つら星刀語り (2017年)
  - 悲伝 結いの目の不如帰 (2018年)
  - 慈伝 日日の葉よ散るらむ (2019年)

### アニメ
坂下正俊名義
- 『超者ライディーン』（1996年）
  - OP「In My Justice 〜翼の伝説〜」（作曲）
- 『魔装機神サイバスター』（1999年）
  - OP「戦士よ、起ち上がれ!」（作曲）
- 『エクスドライバー』（2000年）
  - 挿入歌「DESTINY」（作曲）
- 『マジンカイザー』（2001年）
  - OP「FIRE WARS」（作曲）
  - 挿入歌「マジンカイザーのテーマ」（作曲）
- 『仮面ライダー龍騎』（2002年）
  - 挿入歌「果てなき希望（いのち）」（編曲）
- 『よばれてとびでて!アクビちゃん』（2002年）
  - OP「ミラクルDAYS」（作曲・編曲）
- 『クラッシュギアNitro』（2003年）
  - ED「VOICE」（作曲）
- 『おジャ魔女どれみナ・イ・ショ』（2004年）
  - ED「ステキ∞（ムゲンダイ）」（作曲）
- 『らいむいろ流奇譚X CROSS 〜恋、教ヘテクダサイ。〜』（2005年）
  - OP「至純花」（作曲）

manzo名義
- 『熱走! 亀1グランプリ』(2008年)
  - ED「めざせ！亀1マスター」
- 『秘密結社鷹の爪 カウントダウン』(2009年)
  - ED「我等!鷹の爪団」(作詞・作曲・編曲・歌唱) ※詞はFROGMANとの共作
- 『汐留ケーブルテレビ』(2011年)
  - ED「Midnight ON AIR」(作詞・作曲・編曲)
- 『セイクリッドセブン』(2011年)
  - ED 「輝跡 -kiseki-」(作曲)
- 『これはゾンビですか?(1期)』(2011年)
  - OP「魔・カ・セ・テ Tonight」(作詞・作曲・編曲）
  - ED「気づいてゾンビさま、私はクラスメイトです」(作曲・編曲)
- 『これはゾンビですか? オブ・ザ・デッド(2期)』(2012年)
  - OP「*** パショナート」(作詞・作曲・編曲)
  - ED「恋のビギナーなんです (T_T)」(作曲・編曲)
- 『秘密結社鷹の爪外伝 むかしの吉田くん』(2012年)
  - ED「恋のエキゾーストノート」(作詞・作曲・編曲) ※詞はFROGMANとの共作
- 『秘密結社鷹の爪NEO』(2012年)
  - ED1「マンボ de 鷹の爪」(作詞・作曲・編曲) ※詞はFROGMANとの共作
  - ED2「スカッと鷹の爪」(作詞・作曲・編曲) ※詞はFROGMAN、編曲は乙三．との共作
  - ED3「ダンス！ダンス！鷹の爪」(作詞・作曲・編曲)
  - ED4 「ポルカ de 鷹の爪」(作詞・作曲・編曲)
- 『秘密結社鷹の爪MAX』(2013年)
  - ED 「鷹の爪音頭」(作詞・作曲・編曲)
- 『キューティクル探偵因幡』(2013年)
  - ED「プリマ・ステラ」(作詞・作曲・編曲)
- 『問題児たちが異世界から来るそうですよ?』(2013年)
  - OP「Black † White」(作詞・作曲)
- 『棺姫のチャイカ』(2014年)
  - OP「DARAKENA」(作曲・編曲)
  - ED「快楽原理」(作曲)
- 『棺姫のチャイカ AVENGING BATTLE(2期)』(2014年)
  - OP「漆黒を塗りつぶせ」(作曲・編曲)
  - ED「ワタシハオマエノナカニイル」(作曲)
- 『三者三葉』(2016年)
  - OP「クローバー♣かくめーしょん」(編曲)

### アニメ劇伴
manzo名義
- 『THE FROGMAN SHOW』(2006年)
- 『ピューと吹く!ジャガー』(2007年)
- 『電脳戦士 土管くん』(2007年)
- 『進め!! 土管くん』(2007年)
- 『美肌一族』(2008年)
- 『熱走! 亀1グランプリ』(2008年)
- 『たたかえ!! 土管くん』(2008年)
- 『秘密結社鷹の爪 カウントダウン』(2009年)
- 『京浜家族』(2009年)
- 『伝染るんです。』(2009年)
- 『働け!吉田くん』(2010年)
- 『汐留ケーブルテレビ』(2011年)
- 『週刊シマコー/その時、シマコーが動いた！』(2011年)
- 『とびだせ! 土管くん』(2011年)
- 『秘密結社鷹の爪外伝 むかしの吉田くん』(2012年)
- 『ルパンしゃんしぇい』(2012年)
- 『秘密結社鷹の爪NEO』(2012年)
- 『秘密結社鷹の爪MAX』(2013年)
- 『声優戦隊ボイストーム7』（2013年）
- 『秘密結社鷹の爪EX』(2014年)
- 『秘密結社鷹の爪DO』(2015年)
- 『アニマエール!』(2018年、堤博明と連名)
- 『怪人開発部の黒井津さん』（2022年）
- 『異世界召喚は二度目です』（2023年）

### キャラクターソング
坂下正俊名義
- 『仙界伝封神演義』
  - 「世界はジオラマ」（作曲）
  - 「未・来・励・激」（作曲）
  - 「未・来・励・激（激闘編）」（作曲）
- 『テニスの王子様』
  - 「Victory Road」（作曲・編曲）
  - 「BLOOD」（作曲・編曲）
- 『ときめきメモリアル』
  - 「ゴールすんぜんっ」（作曲）
  - 「K-BRAND|MIRACLE OF THE CENTURY」（作曲）
- 『ときめきメモリアル2』
  - 「風の生まれる場所」（作曲）
  - 「未来星」（作曲）

manzo名義
- 『舞-HiME』
  - 「進め!愕天王」(編曲)
- 『アルカナ・ファミリア』
  - 「アコガレ∞ループ」(作曲・編曲)
- 『ぷちます! -PETIT IDOLM@STER-』
  - 「Switch On!」(編曲)
- 『変態王子と笑わない猫』
  - 「ちょっやっにゃっ」(作曲・編曲)
- 『これはゾンビですか？』
  - 「そりゃ魔装でしょ！Rock'n Roll」(作詞・作曲・編曲)
  - 「めっちゃ！ＬＯＶＥ！イマジネーション」(作曲・編曲)
- 『緋弾のアリア』
  - 「FIRST CONTACT」(作曲・編曲)
  - 「キンちゃん電波はバリ3です！」(作曲・編曲)
  - 「"ギミラ"の授業」(作曲・編曲)
  - 「Ultimate Silence」(作曲・編曲)
  - 「僕らのガバメント」(作曲・編曲)
  - 「Ring a ding on. 理子りん.」(作曲・編曲)
  - 「かりそめセレナーデ」(作曲・編曲)
- 『問題児たちが異世界から来るそうですよ?』
  - 「Sincerely」(編曲)
  - 「Yes! Boys&Girls!!」(編曲)
- 『未確認で進行形』
  - 「無関係でも親交中」(作曲・編曲)

### アーティスト
坂下正俊名義
- 稲川淳二
  - 「HELP ME！」（作曲・編曲）
- 上原多香子
  - 「沈まない太陽」（作曲・編曲）
- 内田有紀
  - 「NEVER ENDING PARTY〜ヨロシク バージョン〜」（作曲・編曲）
  - 「ハートブレイク・カレー」（作曲・コーラスアレンジ）
  - 「NEVER ENDING PARTY〜アリガトウ バージョン〜」（編曲）
- AKB48
  - 「わがままな流れ星」（作曲）
- 織田裕二
  - 「I'll Be Back To You」（作曲）
- 影山ヒロノブ
  - 「歌う珍プレー」（作曲）
- KATSUMI
  - 「奇蹟のゲーム」（作曲）
- キム・ヨンジャ
  - 「プラトニック」（作曲）
- K.
  - 「After the Silence」（作曲）
- 鈴里真帆
  - 「Lisa」（作曲）
- タッキー&翼
  - 「あるがまま」（作曲）
- 丹下桜
  - 「Stand by Me」（作曲）
- 原田知世
  - 「あした」（作曲）
  - 「消せない大文字 I LOVE YOU」（作曲）
  - 「ラクに行こう」（作曲）
- はやぶさ
  - 「ゆけ!はやぶさレンジャー」（作曲・編曲）
  - 「僕たちには歌がある」（作曲・編曲）
- 前田愛
  - 「CALL BACK YESTERDAY」（編曲）
- 松本梨香
  - 「ひとりでいるより自由な場所」（作曲）
  - 「From me to you」（作曲）
- 柳ジョージ
  - 「REASON」（作曲）
- やまとなでしこ
  - 「ごきげんよう、かしこ。」（作曲）

manzo名義
- アンガールズと準国産
  - 「木漏れ日」(編曲)
- 岩田光央
  - 「いいかげんじゃ駄目なんだ」(作曲・編曲)
  - 「LOVE」(作曲・編曲)
  - 「逢いたい気持ち」(作曲・編曲)
- 大原ゆい子
  - 「サンタになりたい」(編曲)
- 緒方恵美
  - 「ユウキアイマジン（courage & imagination）」（作曲）
  - 「僕を放て」（作曲・編曲）
- KEN-JIN BAND
  - 『働クオトコノウタ』(編曲)※萬Z(量産型)名義
- 杉山清貴
  - 「雨粒にKissをして」(作曲・編曲)
  - 「Feel So Sweet」(作曲・編曲)
  - 「My sweet lady」(作曲・編曲)
  - 「Fall in you」(作曲・編曲)
- 長嶋はるか
  - 「不思議☆ユナイト」(編曲)
- 南里侑香
  - 「春風によせて」(編曲)
- 真野恵里菜
  - 「純情警察"KISS"」(作詞・作曲・編曲)
- 桃井はるこ
  - 「Hide and seek」(編曲)
  - 「Friendship」(編曲)
  - 「㌧㌦ベイビー」(編曲)
  - 「英語と恋はうまくならない」(編曲)
  - 「ワンダーモモーイ」(編曲)
  - 「WONDER MOMO-i 〜New recording〜」(編曲)
  - 「ONCE UPON A TIME 〜Fairy story〜」(作曲・編曲)
  - 「ゆめのばとん」(編曲)
  - 「Chuo Line」(編曲)
  - 「Mail Me(ver.2.0)」(編曲)
  - 「スペースラブ(ver.2.0)」(編曲)
  - 「夢の中へ」(編曲)
  - 「VIDEO KILLED THE RADIO STAR(ラジオスターの悲劇)」(編曲)
  - 「いちごいちえ」(編曲)
  - 「あなたがだいきらい」(編曲)
  - 「WONDER MOMO-I～World tour version～」(編曲)
  - 「しょうわ」(編曲)
  - 「夏より熱い冬」(編曲)
  - 「BAKA≒愛してる」(編曲)
  - 「恋のタイム・リミット」(編曲)
  - 「Live Alive」(編曲)
- 鷲崎健
  - 「虹虫」(編曲・Ba・Key)
  - 「ロックンロール・マーメイド」(編曲・Key)

### ゲーム
坂下正俊名義
- ジェネレーションオブカオスNEXT（2002年）
  - 「WE WISH 〜僕達の永遠〜」（作曲）

Db.Saka feat. Piasa名義
- beatmania IIDX 9th style (2003年)
  - 「CHARLOTTE」(作曲)

manzo名義
- pop'n music 19 TUNE STREET (2011年)
  - 「ガッテンだ!!」(作曲・編曲)
- pop'n music 20 fantasia (2012年)
  - 「魔界!痛快!ヘルダンス」(作詞・作曲・編曲・歌唱)

### テーマ曲等
- 東京都『TOKYO体操』BGM (2008年)
- New Classic Gig in Japan '09テーマ (2009年)
- 長崎ハウステンボス 「白い観覧車」テーマソング「White St.Rings」(編曲)
- 『超空転神トランセイザー』OP「超空転神トランセイザーLv1 〜そうよ 私はトランセイザー〜」(作詞・作曲・編曲・歌唱)
  - 超空転神トランセイザー第1巻購入特典として、巻末のユーザーIDとパスワードをMouRa（2006年6月1日サービス終了）のダウンロードページに入力することで、フルバージョンのWAVとAIFFがダウンロードできた。後にベストアルバムに収録。

### その他
公式「DOWNLOAD」も参照のこと。
- 「ちんこ音頭 -Z'z mix-」 (編曲)

ライブで歌った。その模様は、雑誌「2ちゃんねるぷらす Vol.10」の付録DVDに収録されている。
- 「ハロルドファーリントン杯ファンファーレ」(作曲・編曲)
- WEBアニメ『ウサライダー』挿入歌

「キャロットバーの片隅で」
唄：レッドマーキュリー（声優：風間勇刀） 作詞：manzo＋ベジタリアン文芸部 作編曲：manzo
「Far away Home」
唄：やましたとも 作詞：manzo 英詞補：masato 作編曲：manzo
「B 〜Bunny's Concerto〜」
唄：ストロベリーバニー 作詞：haru-A 作編曲：manzo
「恋のβ-カロテン」唄：ストロベリーバニー 作詞：haru-A 作曲・編曲：manzo
2006年1月ウラモモーイ代打出演時にオンエアされた
manzo日記にてショートバージョン公開中。

## 出演

### ライブ
- 2004年08月17日 コミックマーケット 共信印刷株式会社ブース ミニライブ
- 2004年10月30日 諏訪東京理科大学「げんしけんライブ」
- 2005年03月21日 東京ビッグサイト・コミケットスペシャル4
- 2005年10月30日 新宿 レッドクロス
- 2006年05月06日 代官山 NOMAD（「ニバリキ」メンバーとして）
- 2007年12月20日 六本木 EDGE「ROPPONGI DECEMBER DRUNKERS LIVE」
- 2008年12月21日 新宿歌舞伎町 クラブ都輝「年忘れmanzoの夕べ」
- 2009年05月16日 クラブ都輝「manzoの夕べ～2009夏の陣～」
- 2009年06月20日 クラブ都輝「manzoの夕べ～2009夏の陣II～」
- 2009年08月22日 さいたまスーパーアリーナ Animelo Summer Live 2009 -RE:BRIDGE-
- 2009年11月28日 クラブ都輝「manzoの夕べ～冬の陣～」
- 2009年12月02日 六本木 EDGE「One萬ライブ」(初ワンマン)
- 2010年05月22日 四谷天窓 「manzoライブ ～初夏の陣～」
- 2011年06月11日 六本木 EDGE「三九公演」
- 2011年12月31日 新宿文化センター「キングラン アニソン紅白2011 supported by スカパー!」
- 2012年03月04日 原宿アストロホール「萬公演 vol.1」
- 2012年04月27日 新宿 Bar alive 「aLive Presents ～Live aLive vol.19 ～『manzoの夕べ』」
- 2012年06月30日 新宿 Bar alive 「aLive Presents ～Live aLive vol.31 ～『manzoの夕べ』」
- 2012年09月29日 新宿 Bar alive 「aLive Presents ～Live aLive vol.48 ～『manzoの夕べ』」
- 2012年12月02日 新宿 Bar alive 「aLive Presents ～Live aLive vol.55 ～『manzoの夕べ』」
- 2013年02月13日 吉祥寺 MANDA-LA2 ｢乙三． manzoツーマンライブ｣
- 2013年03月16日 北九州メディアドーム「アニうたKITAKYUSHU×A3 2013」
- 2013年10月26日 新宿 FACE「萬公演 vol.2」
- 2013年12月14日 新宿 Bar aLive 「aLive Presents ～Live aLive vol.91 ～『manzoの夕べ』」
- 2014年07月04日 下北沢 GARAGE「萬公演 ～Third-De Show～」
- 2014年11月29日 下北沢 GARAGE「萬公演4 ～4thの力を信じるのじゃ～」
- 2015年04月25日 下北沢GARAGE 「萬公演vol.5 ～まるまる誤解です～」

### ラジオ・テレビ
1. 2007年08月10日から4週にわたってインターネットラジオ番組「萬Zのキャララジオ」を配信
2. 2011年10月02日～ FM世田谷「manzoの深夜萬show」(放送終了)
3. 2012年01月22日～ CSフジテレビONE「Stereo_ONE！」MC担当 (放送終了)
4. 2012年07月29日（再放送2012年8月19日）BSフジ manzo LIVE「萬公演」Vol.1

### ライブサポート
- 桃井はるこ（ベース）
- 南里侑香（ベース）
- 野水いおり（ベース・音楽監督）
- トダタダシ（キーボード）

## その他
- この項以下は全て「manzo」名義

1. 2006年、津田雅信とユニット「ニバリキ」を結成。
2. 2010年03月末に、上記の「フルスロットル」を含む、新たな関口太郎選手応援コンピレーションアルバムが、ダウンロード専用で発売された。manzo名義は既出曲3曲とスペシャルメッセージ。その他にmikoらの楽曲も[11]。

## 脚註
1. ↑  “「萬Z(量産型)」と名乗るのはやめたんですか？もしやめたとしたら理由は何故ですか？ - manzojpインタビュー”. 2012年2月16日閲覧。
2. ↑  “坂下 正俊”. www.facebook.com. 2022年2月7日閲覧。
3. 1 2  “あの「ブレイク工業」がパチスロに　ブームとその後、ITと”.  ITmedia. p. 2. 2012年2月16日閲覧。
4. ↑  “3月からは「じゃぽかる」にてコラムの連載がスタート！アーティスト・manzoさんに直撃インタビュー！”.  じゃぽかる. 2012年2月15日時点のオリジナルよりアーカイブ。2012年2月16日閲覧。
5. ↑  “Twitter：manzojp” (2010年3月9日). 2010年8月18日閲覧。
6. ↑  manzo氏個人によるX(旧Twitter)での発言（2023年11月21日）より
7. ↑  “アーティスト移籍のご挨拶” (2009年12月12日). 2010年10月11日時点のオリジナルよりアーカイブ。2010年4月24日閲覧。
8. ↑  manzo氏個人によるX(旧Twitter)での発言（2013年10月27日）より
9. ↑  “StarChild:萬Z”. 2010年4月24日閲覧。
10. ↑  “@VictorEntertainment：manzo”. 2010年8月18日閲覧。
11. ↑  “Full Throttle 2010 - 関口太郎応援スペシャルアルバム -｜関口太郎オフィシャルブログ” (2010年3月30日). 2010年4月24日閲覧。